# Sérsziget

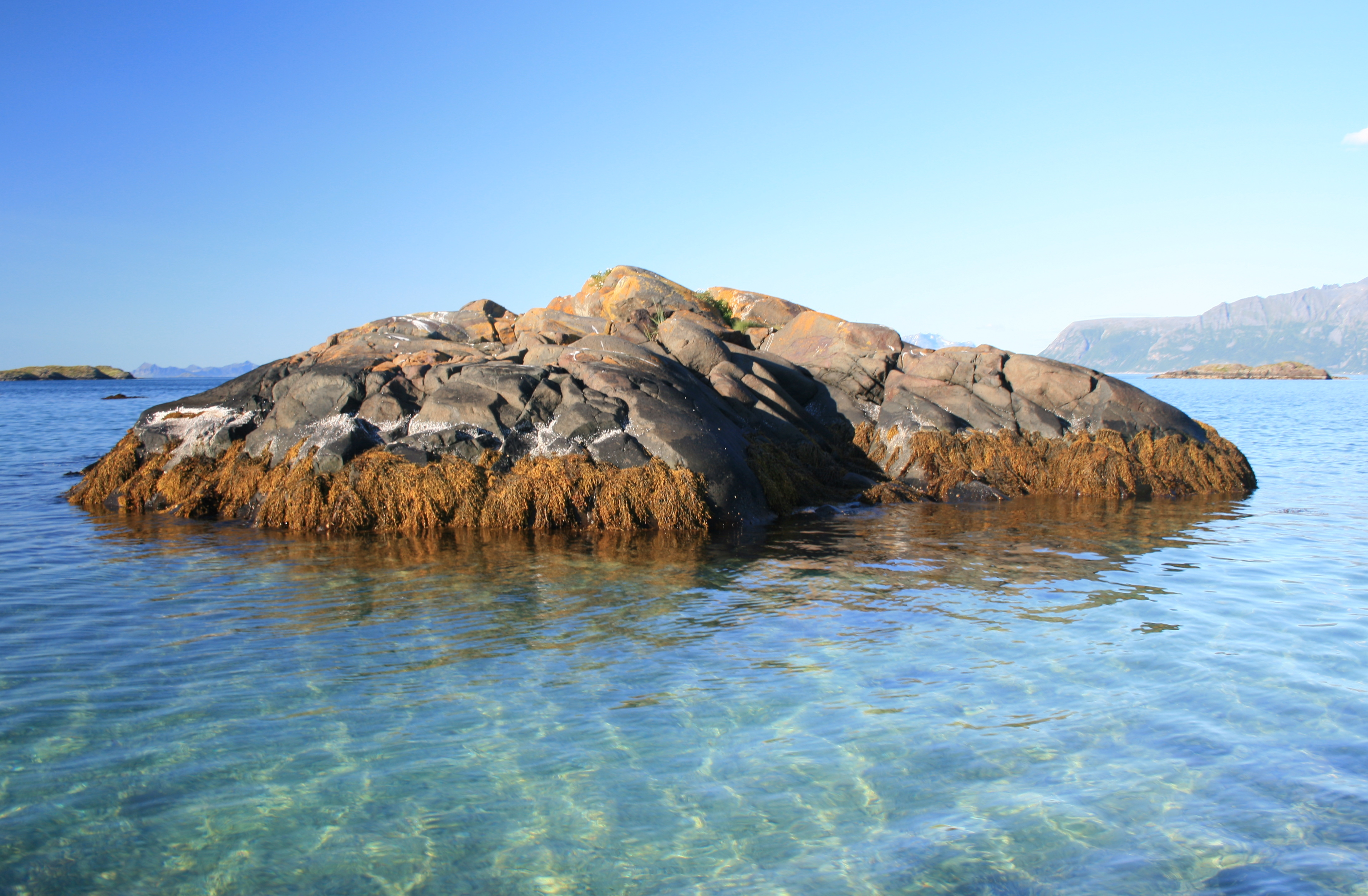
Sérsziget a norvég partok előtt

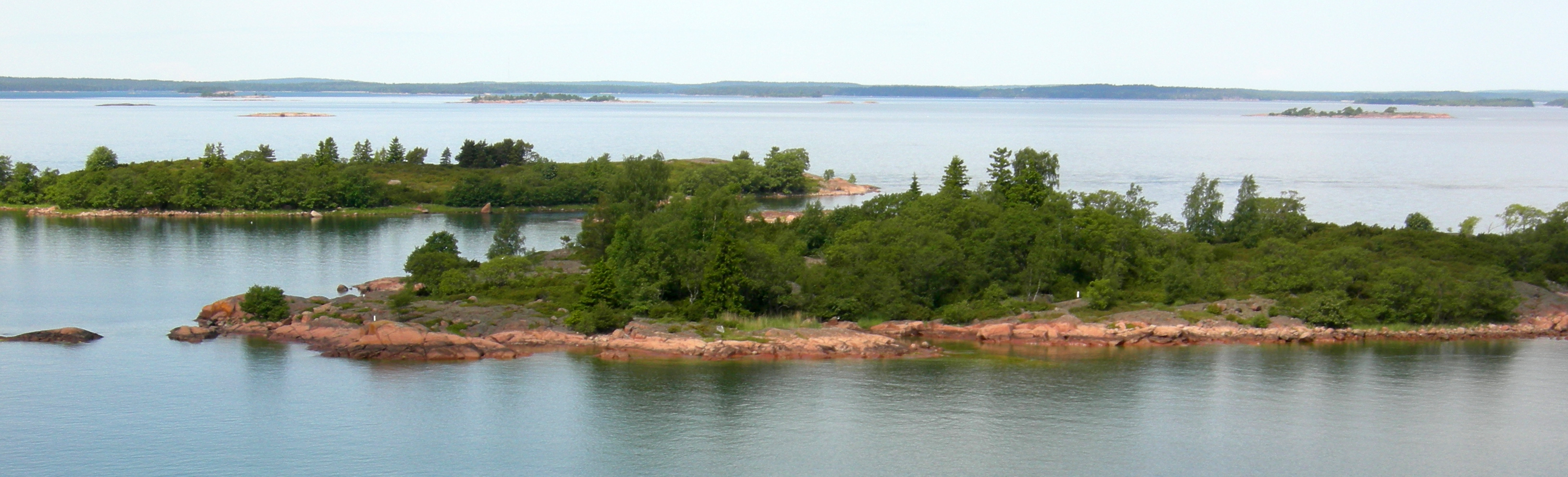

A sérsziget (a norvég skjer; ~sziklaszirt szóból) a kainozoikumi eljegesedés idején kialakult apró sziget, amelyet a Skandináviából és a Labrador-félsziget vidékéről előtörő belföldi jég alakított ki. A sérszigetek igen apró, part közelében fekvő kerekded szigetek. Főként Skandinávia és Kanada partvidékén fordulnak elő. Az esetek döntő többségében csoportosan, ún. sérkertekben jelennek meg, nagyságuk pár négyzetmétertől az egy négyzetkilométerig terjed. A szigeteket csenevész fák és fű borítja. Magasságuk legfeljebb pár tíz méter.

## Keletkezésük
A sérek a fjordokkal egy időben, a jégkorszakban keletkeztek. A területet elborító belföldi jégtakaró súlyánál és mozgásánál fogva véste a földkéreg felszínét. A földfelszín kevésbé ellenállni képes részeit a jégtakaró elszállította. Az ellenállóbb felületek a földfelszínen apró kerekded dombocskaként maradtak hátra, ezeket a dombokat ölelte később körül a jégtakaró elolvadása után a területre betörő tenger, létrehozván ezzel a séreket. A sérek körülbelül 10 000 évvel ezelőtt keletkeztek. Sérszigetek a mai napig folyamatosan keletkeznek. Ennek oka, hogy a belföldi jég terhétől megszabadult Észak-Európa folyamatosan emelkedik, így egyre több tenger alatti magaslat bukkan a felszínre.

## Elterjedésük

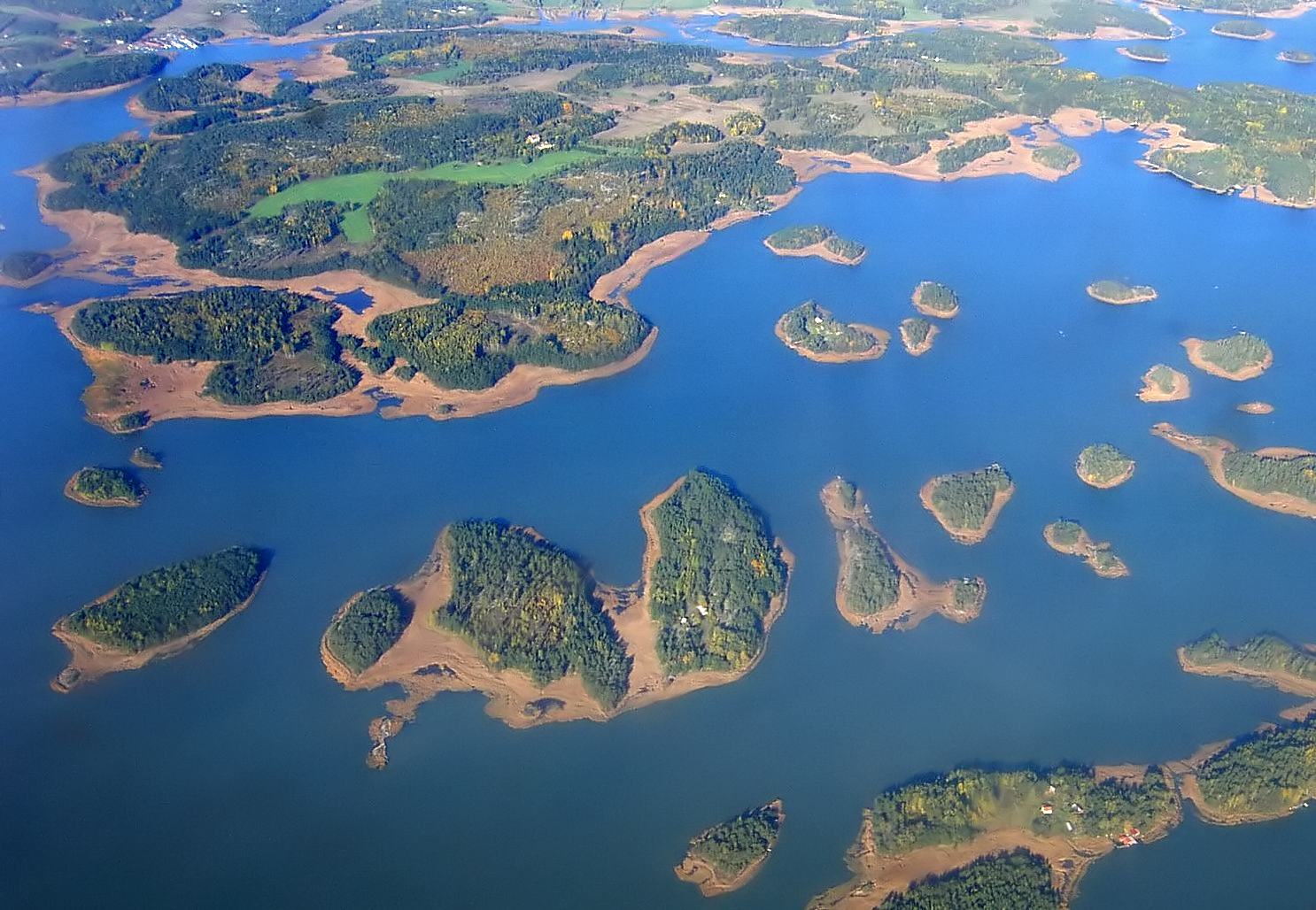
Sérkert Naantali közelében

Európában kiterjedt sérvidékek léteznek Skandinávia partvidékein. Turku közelében több mint 14 000 apró sziget található, ezt a vidéket a környező népek Sértenger néven ismerik. Nemcsak a tengerben, de Skandinávia nagyobb tavaiban is megtalálhatóak ezek az apró szigetek, többek között a Vättern és a Mälaren tavakon. A nagyobb szigetek lakottak. Európán kívül sérvidékeket Kanada északkeleti partvidékén és a Hudson-öbölben találhatunk.

## Fordítás
- Ez a szócikk részben vagy egészben a Schäre című német Wikipédia-szócikk ezen változatának fordításán alapul.  Az eredeti cikk szerkesztőit annak laptörténete sorolja fel. Ez a jelzés csupán a megfogalmazás eredetét és a szerzői jogokat jelzi, nem szolgál a cikkben szereplő információk forrásmegjelöléseként.